# Shōzō Saijō
Shōzō Saijō (西城 正三, Saijō Shōzō) est un boxeur japonais né le 28 janvier 1947 à Saitama.

## Carrière
Passé professionnel en 1964, il devient champion du monde des poids plumes WBA le 27 septembre 1968 après sa victoire aux points contre Raul Rojas. Saijō conserve sa ceinture à 5 reprises avant d'être battu par Antonio Gómez le 2 septembre 1971. Il met un terme à sa carrière après ce combat sur un bilan de 29 victoires, 7 défaites et 2 matchs nuls.